# Trachypithecus pileatus
Il presbite dal ciuffo (Trachypithecus pileatus) è una specie di primate della famiglia dei Cercopitecidi.

## Distribuzione
Con quattro sottospecie (Trachypithecus pileatus pileatus, Trachypithecus pileatus brahma, Trachypithecus pileatus durga e Trachypithecus pileatus tenebricus), la specie vive in Assam, Myanmar nord-occidentale (a ovest del fiume Chindwin) e nel Bangladesh orientale. Il suo habitat naturale è costituito dalle foreste secche subtropicali o tropicali.

## Descrizione

### Dimensioni
Misura fino a 160 cm di lunghezza, di cui la coda costituisce più della metà del totale, per un peso che raggiunge i 15 kg: i maschi sono più grossi e pesanti rispetto alle femmine. Con tali misure, è una delle specie di presbite di maggiori dimensioni.

### Aspetto
Il pelo è grigio scuro sul dorso, mentre sul ventre assume toni diversi a seconda della sottospecie (giallo-grigiastro nella sottospecie nominale, giallo canarino in brahma, giallo arancio in durga e rossiccio in tenebricus, che possiede inoltre toni generali del mantello più scuri). La faccia è glabra e nerastra, incorniciata da pelo chiaro che sulla fronte assume la forma di un ciuffo.

## Biologia
Si tratta di animali diurni ed arboricoli, che vivono in gruppi di una decina di individui, composti da un unico maschio dominante e da numerose femmine coi cuccioli. I mgiovani maschi spesso si riuniscono in gruppetti, alla vista dei quali i maschi proprietari di un harem reagiscono assai aggressivamente, poiché qualche giovane potrebbe tentare di spodestarli o di rubare loro qualche femmina. Nonostante si tratti di animali piuttosto territoriali, i territori dei vari gruppi spesso si sovrappongono in modo anche considerevole.

### Alimentazione
Si tratta di animali principalmente folivori, ma che tuttavia non disdegnano di nutrirsi sporadicamente anche di frutta e fiori: per far fronte a questa dieta energeticamente assai povera (la cellulosa, di cui le foglie sono ricche, è assai difficile da degradare in zuccheri semplici, facilmente assimilabili), questi animali hanno evoluto uno stomaco simile per conformazione a quello dei ruminanti.

### Riproduzione
La gestazione dura circa sei mesi e mezzo, al termine dei quali (generalmente fra dicembre ed aprile) la femmina mette al mondo un unico cucciolo di colore bianco-giallastro. Nell'allevamento del cucciolo, oltre alla madre, giocano un ruolo importante anche le altre femmine del gruppo, che possono accudirlo mentre la madre si nutre. Sia i maschi che le femmine, una volta raggiunta la maturità sessuale, lasciano il gruppo natio per tentare di fondarne uno proprio (se maschi) od entrare a far parte di un nuovo gruppo per evitare episodi di incesto.